# Sierra del Imán
Sierra del Imán är ett berg i Argentina.   Det ligger i provinsen Misiones, i den nordöstra delen av landet, 800 km norr om huvudstaden Buenos Aires. Toppen på Sierra del Imán är 326 meter över havet.
Terrängen runt Sierra del Imán är huvudsakligen platt. Närmaste större samhälle är Leandro N. Alem, 18,2 km nordost om Sierra del Imán.
I omgivningarna runt Sierra del Imán växer i huvudsak städsegrön lövskog. Runt Sierra del Imán är det ganska glesbefolkat, med 24 invånare per kvadratkilometer.